# Вербов, Яков Яковлевич
Яков Яковлевич Вербов (до 1913 года — Артюхов; 8 августа 1899, с. Глубое, Курская губерния, Российская империя — 25 апреля 1985, Симферополь, СССР) — советский военачальник, генерал-майор (02.04.1945).

## Биография
Родился 8 августа 1899 года  в  селе  Глубое, ныне Почепский сельсовет, Дмитриевский район, Курской области. Русский.

### Военная служба

#### Гражданская война
5 мая 1918 года был мобилизован в РККА и служил в Дмитриевском УВК, а в августе переведен в Елецкий запасной полк. В ноябре с маршевой ротой убыл под Царицын, где по прибытии зачислен в учебную команду 10-й армии. В конце декабря убыл с ней на пополнение 346-го стрелкового полка 39-й стрелковой дивизии и воевал в том же полку на реке Маныч, под Царицыным и в Донской области, под Камышином. В сентябре — ноябре 1919 года состоял в заградотряде этой дивизии, затем был эвакуирован по болезни в лазарет. В конце ноября, находясь в лазарете, попал в плен и в течение 4 месяцев лечился в белогвардейских госпиталях на ст. Тихорецкая и в Екатеринодаре. В апреле 1920 года освобожден частями 1-й Конной армии и был направлен в караульную роту Тихорецкого комиссариата. С сентября учился в 1-й объединенной советской военной школе им. ВЦИК в Москве. Член ВКП(б) с 1921 года.

#### Межвоенные годы
В сентябре 1923 года Вербов окончил школу и направлен в 23-ю стрелковую дивизию в городе Харьков, где проходил службу в дивизионной школе командиром отделения и взвода. После расформирования школы в ноябре 1924 года переведен в 67-й стрелковый полк в город Чугуев, где исполнял должности командира взвода полковой школы, помощника командира роты, политрука роты, командира и политрука роты. С февраля по ноябрь 1929 года был политруком в Школе-питомнике военных собак УВО. С ноября 1929 по апрель 1930 года проходил подготовку на курсах «Выстрел», затем вернулся в полк и занимал должности помощника командира и командира батальона, помощника командира полка по материальному обеспечению. В 1933 года окончил 2 курса заочного отделения Военной академии РККА им. М. В. Фрунзе. 
В мае 1935 года он переведен в 223-й стрелковый полк 75-й стрелковой дивизии ХВО в городе Пирятин, где проходил службу командиром учебного батальона, помощника командира по строевой части и командиром полка. 28 марта 1939 года майор  Вербов назначен командиром 264-го стрелкового полка 3-й Крымской стрелковой дивизии в городе Симферополь, затем в сентябре убыл с ним на Дальний Восток во 2-ю Отдельную Краснознаменную армию. В марте 1941 года полк был переведен в 59-ю танковую дивизию и переформирован в 59-й мотострелковый.

#### Великая Отечественная война
26 июня 1941 года полковник Вербов  убыл с дивизией на фронт. С прибытием в Наро-Фоминск она была переименована в 109-ю отдельную танковую дивизию, а полк — в 109-й мотострелковый. С августа дивизия вошла в подчинение 43-й армии и в составе войск Резервного, а с 3 октября — Западного фронтов участвовала в Смоленском сражении и битве под Москвой, в боях под Ельней, Рославлем, Медынью, Юхновом, Вязьмой, Ржевом и Можайском. В ноябре 1941 года 109-я танковая дивизия была переформирована в 148-ю отдельную танковую бригаду, а полковник Вербов направлен в город Краснодар командиром 12-й курсантской отдельной стрелковой бригады. Она выполняла задачи по обороне побережья Керченского пролива на Таманском полуострове. 
13 декабря 1941 года Вербов назначается командиром 400-й стрелковой дивизии, входившей в состав 51-й армии. В конце месяца дивизия форсировала Керченский пролив в районе Еникале и с боями подошла к Владиславовке, где перешла к обороне. С 28 января 1942 года она вела оборонительные бои на Керченском полуострове в том же районе в составе 47-й, а с 21 марта 1942 года вновь 51-й армий Крымского фронта. 
После оставления Крыма и расформирования дивизии в мае  Вербов был назначен командиром 156-й стрелковой дивизии, находившейся в резерве Северо-Кавказского фронта. С 26 мая 1942 года дивизия в составе 44-й армии Северо-Кавказского и Закавказского фронтов, затем с 16 июня — 51-й армии Северо-Кавказского фронта, а с 22 июля — 37-й армии Южного и Северо-Кавказского фронтов вела бои на Дону и Кубани. После ее расформирования с августа полковник  Вербов состоял в распоряжении Военного совета фронта и Черноморской группы войск. С 6 октября по 2 декабря он находился в госпитале по болезни, затем принял командование 408-й стрелковой дивизией Черноморской группы войск. С прибытием в город Туапсе дивизия была переформирована в 7-ю отдельную стрелковую бригаду. Бригада участвовала в боях под Туапсе и Геленджиком, станицами Крепостная и Крымская.  
В конце апреля — начале мая 1943 года в 47-й армии резерва Ставки ВГК на базе 7-й отдельной и 76-й морской бригад была сформирована 23-я стрелковая дивизия, а полковник Вербов утвержден ее командиром. В июне он был откомандирован на учебу в Высшую военную академию им. К. Е. Ворошилова, по окончании которой в июне 1944 года назначен командиром 9-й гвардейской стрелковой дивизии. В составе 6-й гвардейской армии 1-го Прибалтийского фронта участвовал в Белорусской наступательной операции, в боях под Витебском, на реках Десна и Утена, под городами Паневежис и Двинск. 
7 сентября 1944 года Вербов переведен командиром 32-й стрелковой дивизии, входившей в состав 19-го стрелкового корпуса 43-й армии. Затем она с корпусом была передана в 4-ю ударную армию и участвовала в Рижской и Мемельской наступательных операциях, в боях под Ригой, при овладении Мемелем (28.1.1945) и на косе Куриш-Нерунг. За прорыв обороны противника юго-восточнее города Рига дивизия была награждена орденом Суворова 2-й ст. (22.10.1944). В феврале — апреле 1945 года ее части в составе войск 2-го Прибалтийского и Ленинградского фронтов несли службу по обороне побережья Балтийского моря, аэродромов и баз Либавской ВМБ. 
За время войны комдив Вербов был два раза упомянут в благодарственных в приказах Верховного Главнокомандующего.
Участвовал в Параде Победы в Москве 24 июня 1945 года.

#### Послевоенное время
После войны генерал-майор  Вербов продолжал командовать 32-й стрелковой Верхнеднепровской дивизией (с августа 1945 г. — в составе Воронежского ВО). После ее расформирования с 20 февраля 1946 года в том же округе он исполнял должность командира 272-й стрелковой Севско-Померанской Краснознаменной ордена Красной Звезды дивизии. В июле дивизия была переформирована в 50-ю отдельную стрелковую бригаду и входила в состав МВО, а с мая 1949 г. — Воронежского ВО.  
В июне 1952 года  Вербов переводится в Военно-морское министерство СССР с исключением из списков Советской армии, там он назначается помощником командующего ВВС Черноморского флота по строевой части. 22 июля 1954 года генерал-майор  Вербов уволен в запас. 
Умер 25 апреля 1985 года.  Похоронен на кладбище «Абдал» в Симферополе.

## Награды
- два ордена Ленина (21.02.1945)[4][5]
- четыре ордена Красного Знамени (22.02.1942[6], 03.11.1944[5], 11.12.1944[7],  20.06.1949[5])
- два ордена Отечественной войны I степени (06.06.1945[8], 06.04.1985[9])
  - медали в том числе:
  - «XX лет Рабоче-Крестьянской Красной Армии» (1938)
  - «За оборону Москвы» (03.12.1944)[10]
  - «За оборону Кавказа» (01.06.1945)[11]
  - «За победу над Германией в Великой Отечественной войне 1941—1945 гг.» (1945)
  - «Ветеран Вооружённых Сил СССР» (1976)
- знак «50 лет пребывания в КПСС»

Приказы (благодарности) Верховного Главнокомандующего в которых отмечен Я. Я. Вербов.
- За прорыв глубоко эшелонированной обороны противника юго-восточнее города Рига, овладении важными опорными пунктами обороны немцев — Бауска, Иецава, Вецмуйжа и на реке Западная Двина — Яунелгава и Текава, а также занятии более 2000 других населённых пунктов. 19 сентября 1944 года.  № 189.
- За овладение литовским городом Клайпеда (Мемель) — важным портом и сильным опорным пунктом обороны немцев на побережье Балтийского моря. 28 января 1945 года. № 262.

## Память
В июле 2019 года в Ростовской области вышла в свет книга командира поискового отряда «Донской» имени Анатолия Калинина Вячеслава Градобоева под названием «Вербов Я.Я. Забытый генерал забытых дивизий».